# Christian Seznec

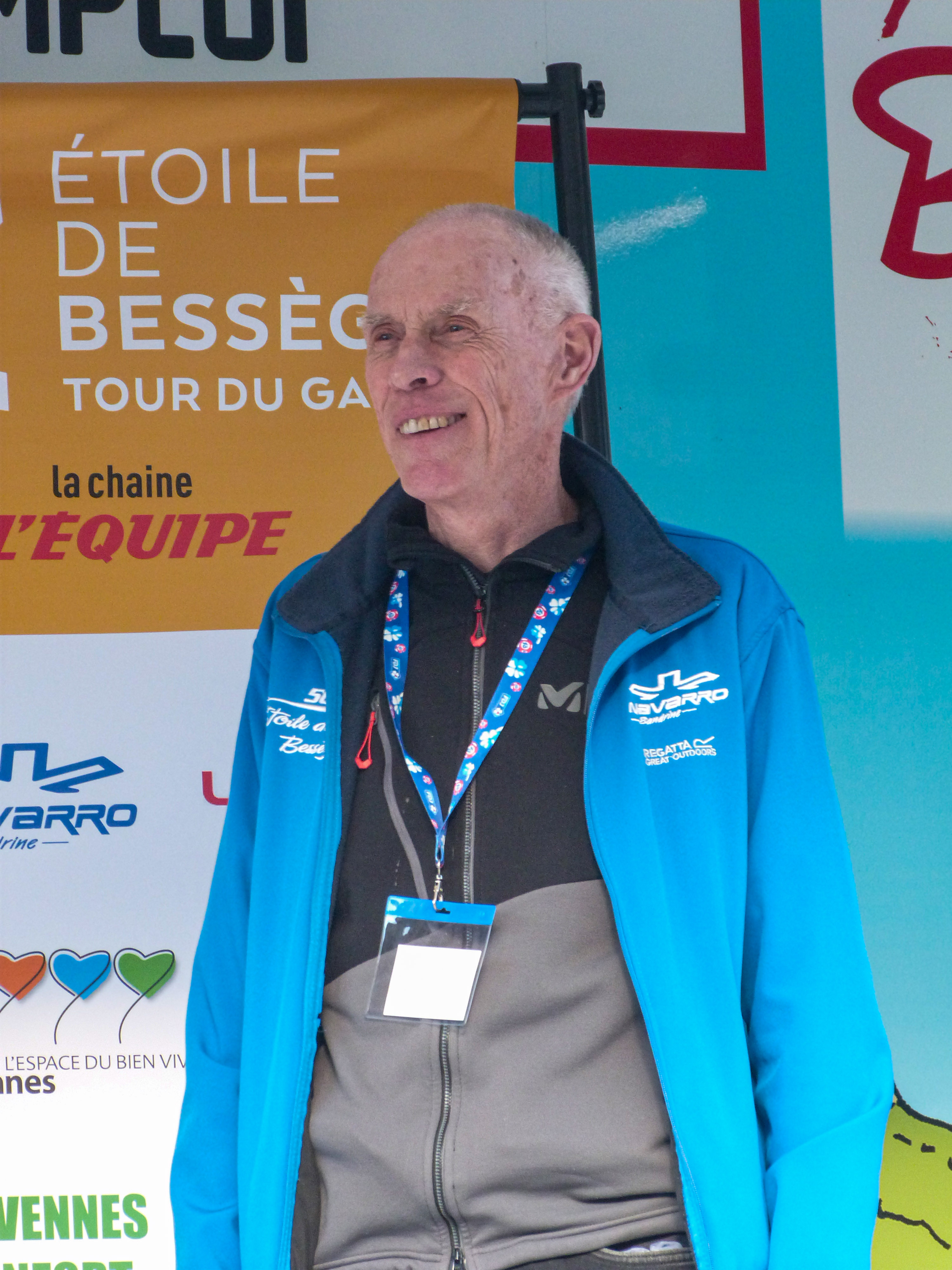
Christian Seznec, 2024

Christian Seznec (* 19. November 1952 in Brest (Finistère)) ist ein ehemaliger französischer Radrennfahrer.

## Sportliche Laufbahn
Seznec war im Straßenradsport aktiv. Als Amateur gewann er 1974 das Etappenrennen Tour de l’Yonne mit einem Tageserfolg vor Alain Meslet. Dazu kam der Sieg im Eintagesrennen Paris–Épernay. In der Tour Nivernais Morvan wurde er Zweiter, in der nationalen Meisterschaft im Straßenrennen Dritter.
1975 erhielt er seinen ersten Vertrag als Profi im Radsportteam Gan-Mercier-Hutchinson und blieb bis 1984 als Radprofi aktiv. Danach fuhr er wieder als Amateur und gewann 1985 den Circuit des Monts du Livradois.
Seine bedeutendsten Profierfolge waren die Etappensiege in der Tour de France 1978 und 1979. In der Tour de France 1978 gewann er die Sonderwertung Souvenir Henri Desgrange. Weitere Etappen gewann er in der Katalonischen Woche 1975, in der Tour du Tarn 1977, im Critérium du Dauphiné Libéré 1978 und in der Tour du Sud-Est 1983. Die Route nivernaise gewann er 1979, 1975 war er dort Zweiter geworden. Dritte Plätze holte er im Grand Prix Midi Libre 1975, im Grand Prix de Plouay 1977, in der Tour de Vendée 1980 und in der Tour d’Armorique 1983.
Seznec bestritt alle Grand Tours.

## Grand-Tour-Platzierungen
| Grand Tour            | 1976 | 1977 | 1978 | 1979 | 1980 | 1981 | 1982 | 1983 | 1984 |
| --------------------- | ---- | ---- | ---- | ---- | ---- | ---- | ---- | ---- | ---- |
| Vuelta a EspañaVuelta | –    | –    | –    | 8    | –    | –    | –    | –    | –    |
| Giro d’ItaliaGiro     | –    | –    | –    | –    | –    | –    | –    | 24   | –    |
| Tour de FranceTour    | 29   | 22   | 5    | 22   | 6    | 36   | 29   | 20   | DNF  |